# Темрюкская военная флотилия
Темрюкская военная флотилия — советское военно-морское формирование, существовавшее в 1920—1921 годах во время Гражданской войны в России и базировавшееся на Таманском полуострове в городе Темрюк.
Темрюкская военная флотилия была сформирована 16 сентября 1920 года на базе Темрюкского отряда судов, состоящего из четырёх вооружённых кораблей. Её основным назначением была борьба с контрреволюционными и белогвардейскими войсками на Кубани, организационно она входила в структуру укреплённого района Чёрного и Азовского морей. В ноябре 1920 года из личного состава экипажей Темрюкской флотилии был сформирован особый отряд моряков для участия в боевых действиях на сухопутных направлениях. Под командованием Е. В. Мандельштама она тесно взаимодействовала с Азовской военной флотилией. Её расформирование состоялось 20 января 1921 года в связи с завершением боёв на Кубани.